# Gymnoscyphus ascitus
Gymnoscyphus ascitus är en fiskart som beskrevs av Böhlke och Robins, 1970. Gymnoscyphus ascitus ingår i släktet Gymnoscyphus och familjen dubbelsugarfiskar. Inga underarter finns listade i Catalogue of Life.